# New Road Team
Maillots
Le New Road Team (en népalais : न्यु रोड टिम) est un club népalais de football fondé en 1934 et basé à Katmandou, la capitale du pays.
Vainqueur du championnat népalais à quatre reprises, il dispute ses matchs à domicile au stade Dasarath Rangasala, comme tous les clubs de la capitale.

## Historique
- 1934 : fondation du club

## Palmarès
| Compétitions nationales                                                   |
| ------------------------------------------------------------------------- |
| - Championnat du Népal (4) : - Champion : 1960-61, 1962-63, 1978 et 1995. |

## Entraîneurs du club
Liste des entraineurs
- Raju Kaji Shakya